# Jerry Bock
Jerry Bock (New Haven, 23 de novembro de 1928 — Mount Kisco, 3 de novembro de 2010) foi um compositor de musicais norte-americano.
Recebeu o Prémio Pulitzer de Teatro em 1960.